# کو کیونگ میونگ
کو کیونگ میونگ (انگلیسی: Go Gyeong-myeong; ۱ ژانویهٔ ۱۵۳۳ – ۱ ژانویهٔ ۱۵۹۲) محقق اهل پادشاهی چوسان بود. در تهاجم ژاپن به کره (۱۵۹۸–۱۵۹۲) به یکی از رهبران ارتش صالح تبدیل شد. 